# Теорема Хейде
Теорема Хейде — характеризаційна теорема математичної статистики. Вона характеризує нормальний розподіл (розподіл Ґаусса) симетрією умовного розподілу однієї лінійної форми при фіксованій іншій. Ця теорема була доведена Хейде. В математичній статистиці є доведеною також теорема Скитовича — Дармуа, що має схожий міст, однак в ній лінійни форми випадкових величин є незалежні.

## Формулювання
Нехай {\displaystyle \xi _{j},j=1,2,\dots ,n,n\geq 2} — незалежні випадкові величини, {\displaystyle \alpha _{j},\beta _{j}} — ненульові константи. Припустимо, що виконана умова: {\displaystyle {\frac {\beta _{i}}{\alpha _{i}}}+{\frac {\beta _{j}}{\alpha _{j}}}\neq 0} для всіх {\displaystyle i\neq j}. Якщо умовний розподіл лінійної форми {\displaystyle L_{2}=\beta _{1}\xi _{1}+\dots +\beta _{n}\xi _{n}} при фіксованій {\displaystyle L_{1}=\alpha _{1}\xi _{1}+\dots +\alpha _{n}\xi _{n}} симетричний, то всі випадкові величини {\displaystyle \xi _{j}} нормально розподілені (мають розподіли Ґаусса).